# Litnisschrofen
Der Litnisschrofen (nach historischen Quellen auch Tennenbergkopf) ist ein 2068 m ü. A. hoher Berg in den Allgäuer Alpen, der sich in Österreich erhebt.

## Lage und Umgebung
Der Litnisschrofen liegt im österreichischen Bundesland Tirol. Über fast den gesamten Berg verläuft die Grenze zwischen den Gemeinden Grän im Nordwesten und Nesselwängle im Südosten.
Der Gipfel des Litnisschrofen ragt zwischen dem Strindenbachtal im Nordosten und dem Weißenbachtal im Süden empor. In diese Täler fallen die Flanken bis zu 700 Meter beziehungsweise 900 Meter ab. Jenseits der Täler befinden sich Vogelhörnle (1882 m) und die Leilachspitze (2274 m). Nach Westen verläuft ein langer Westgrat in die Strindenscharte (1870 m), von wo die Flanken der Sulzspitze (2084 m) ansteigen. Scharte und Berg sind die Referenzpunkte für Schartenhöhe und Dominanz, welche damit 198 Meter und 2,1 Kilometer betragen. Im Nordosten des Litnisschrofens scharten sich seine Flanken oberhalb der Gräner Ödenalpe (1736 m) zur Krinnenspitze (2000 m) hin ein.

## Geologie
Der Litnisschrofen ist aus brüchigem Hauptdolomit aufgebaut.

## Namensherkunft
1774 verzeichnet Peter Anich in seinem Atlas Tyrolensis einen Litten Spitz. In der Schmitt’schen Karte von Südwestdeutschland aus dem Jahr 1797 ist ein Liehnes Berg verzeichnet. Eine mögliche Namensherkunft könnte von dem mundartlichen Wort „Verlitt“, was so viel wie Mühsal oder Plage bedeutet, kommen. Gemeint sein könnte damit der beschwerliche Aufstieg durch das Latschenkieferndickicht von der Strindenscharte her. Die Endung des Namens bezieht sich auf die Gestalt des Gesteins als Schrofen.
Neben dem heute verwendeten Namen und seiner Geschichte, gibt es eine zweite Art der Benennung: Tennenbergkopf. Sie wird zum ersten Mal im Jahr 1810 in einem Steuerkataster verwendet: Thennenbergkopf und Wald am Thennenberg. Auf Grund der dortigen Grenzbeschreibung kann damit eindeutig nur der Litnisschrofen als „Kopf über dem tannenbestandenen Berg“ gemeint sein. Dies würde vor allem zum Erscheinungsbild der Südflanke passen.

## Besteigung
Mit einem markierten und ausgebauten Weg ist der Gipfel des Litnisschrofens nur über die Südflanke zu erreichen. Dieser zweigt bei der Gräner Ödenalpe vom Fahrweg ab. Um dorthin zu gelangen, gibt es verschiedene Möglichkeiten. Relativ einfach gelingt dies von Nesselwängle ab dem Beginn des Fahrweges oder von der Bergstation des Sessellifts. Auch vom Haldensee durch das Strindental oder von Rauth über den Enziansteig ist dies möglich. Von der Abzweigung quert dann der Weg unter dem Gipfelaufbau die Südflanke und führt in eine sehr bröselige und steile Rinne. Diese ist mit Eisenketten versichert und verlangt Trittsicherheit. An ihrem Ende befindet sich der Westgrat zum Gipfel hin. Das letzte Stück des Weges setzt etwas Schwindelfreiheit voraus.
Eine anspruchsvollere Route zum Gipfel ist die Begehung des Westgrates von der Strindenscharte aus. Die Schwierigkeiten haben hier den I. Grad und erfordern „alpine Erfahrung“. Die Kletterei über den Nordostgrat wird mit dem IV. Grad bewertet.

## Bilder

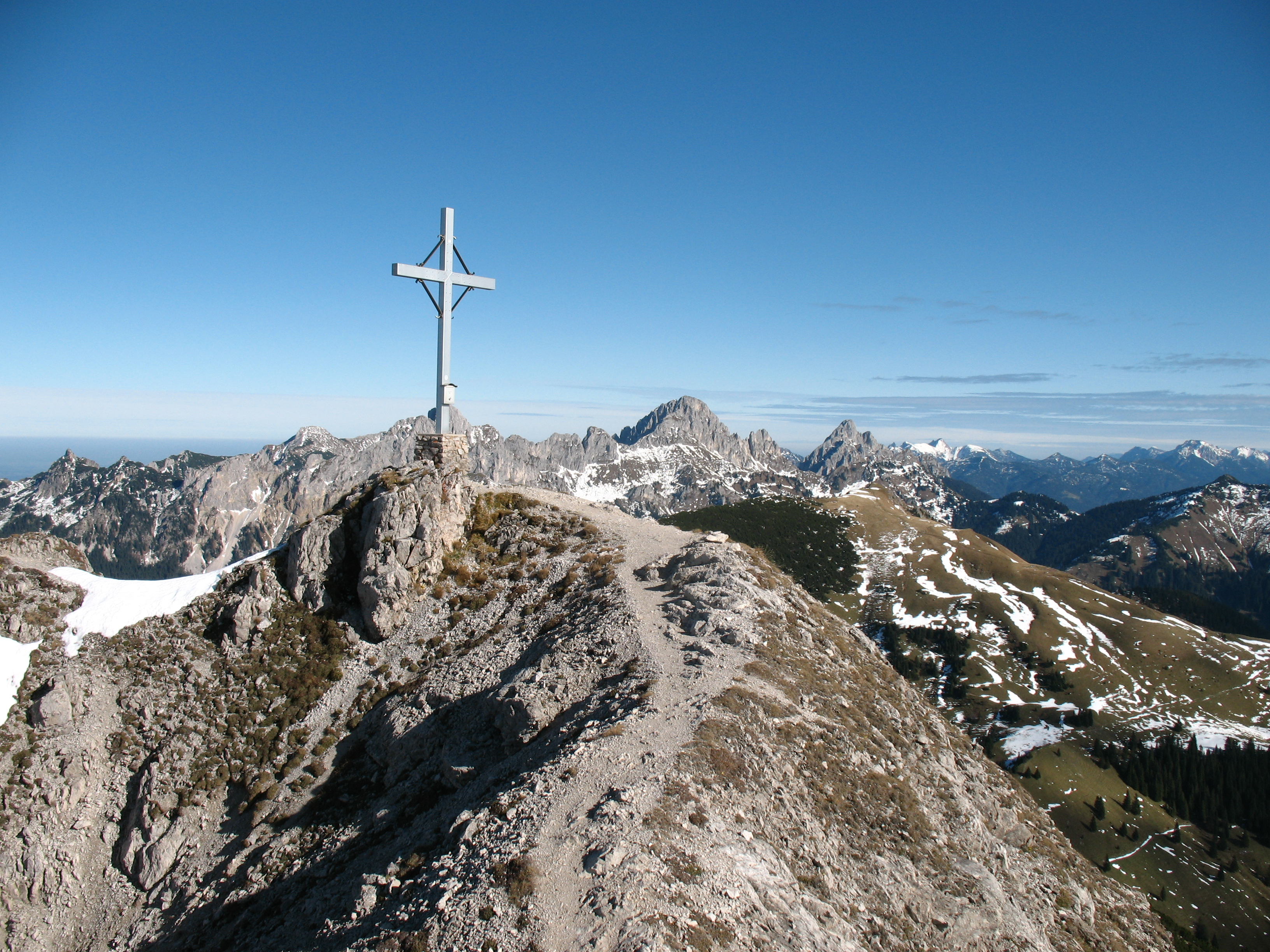
Gipfelkreuz
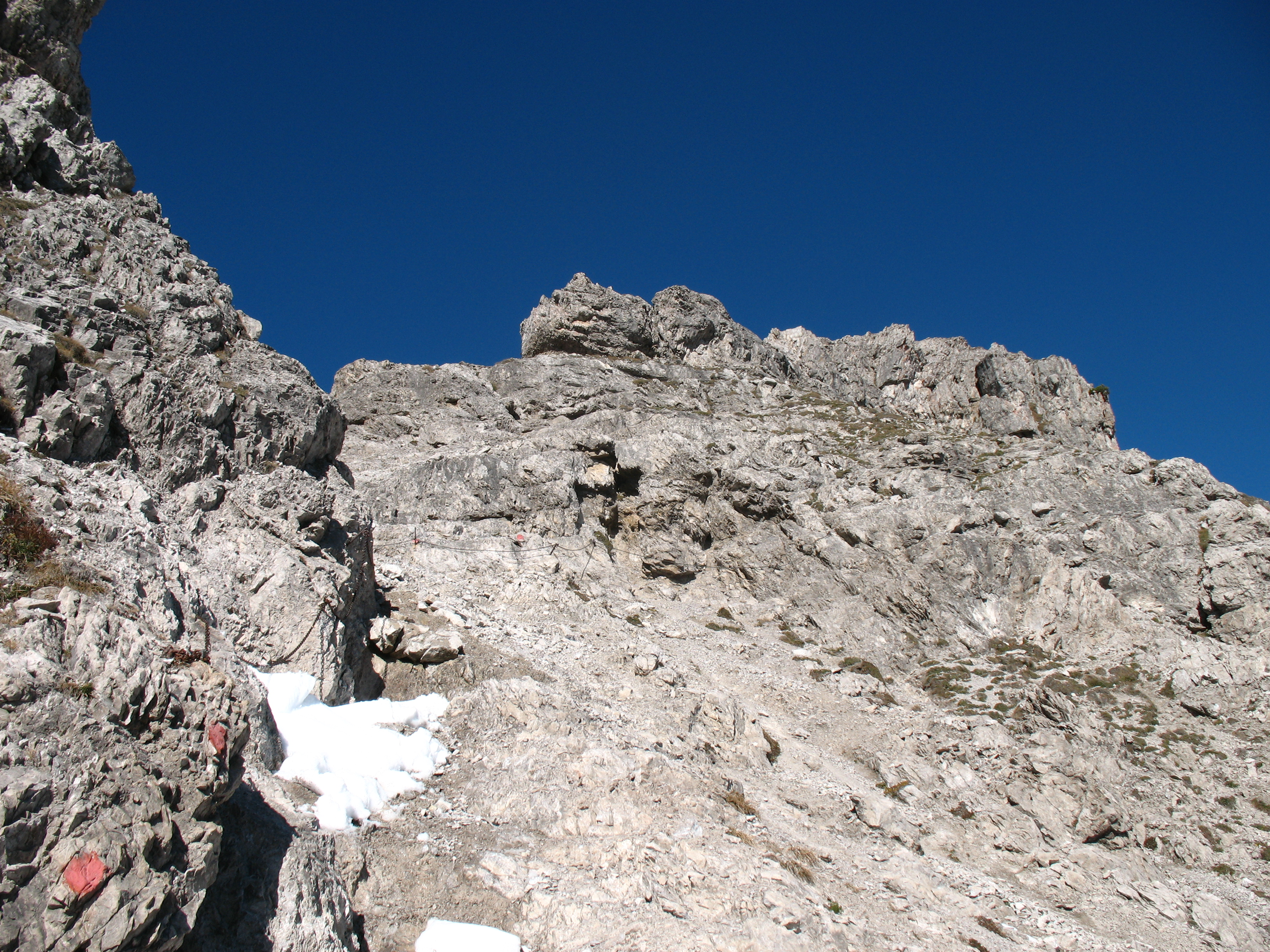
Schlüsselstelle Normalweg
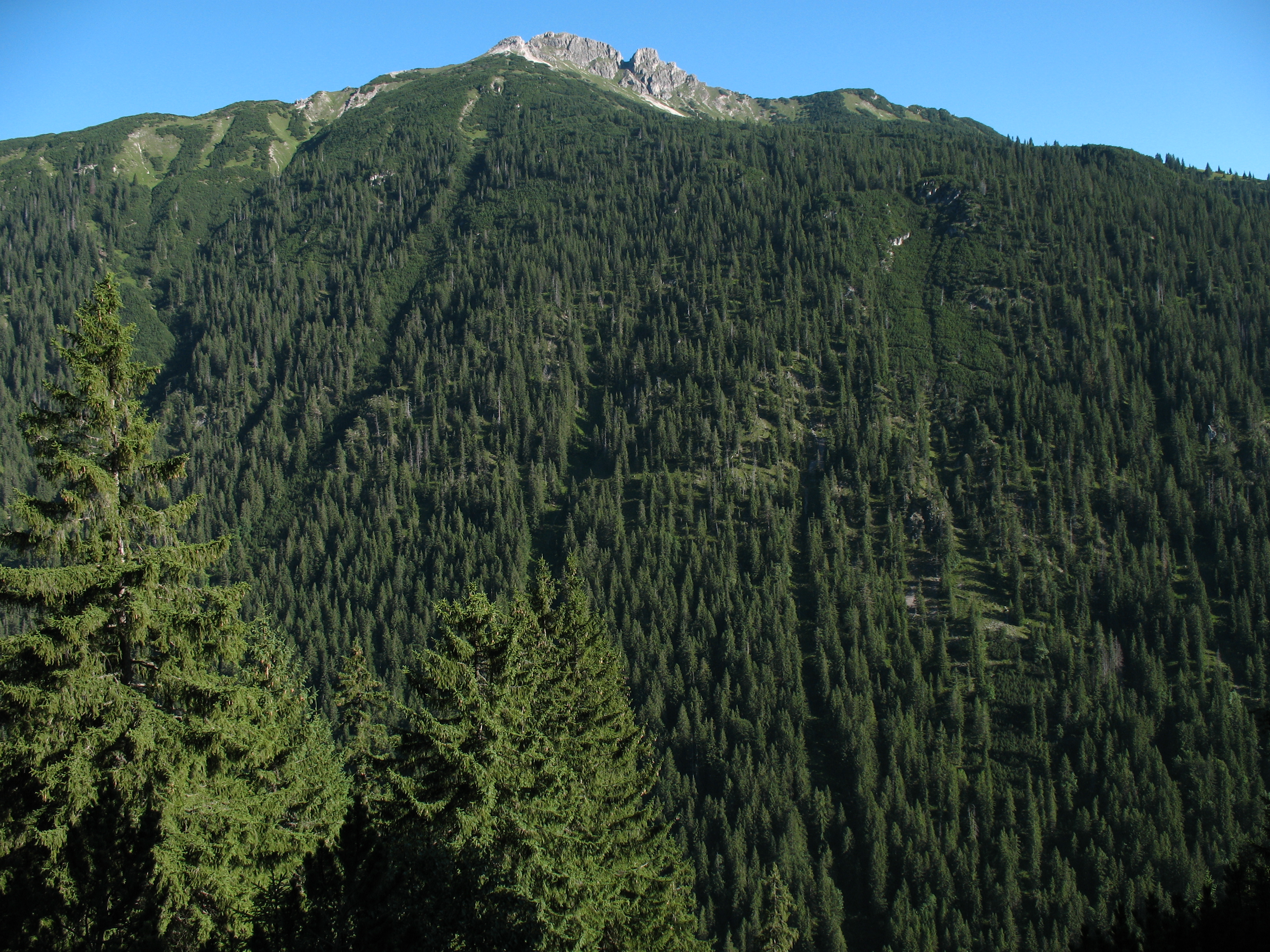
Südflanke
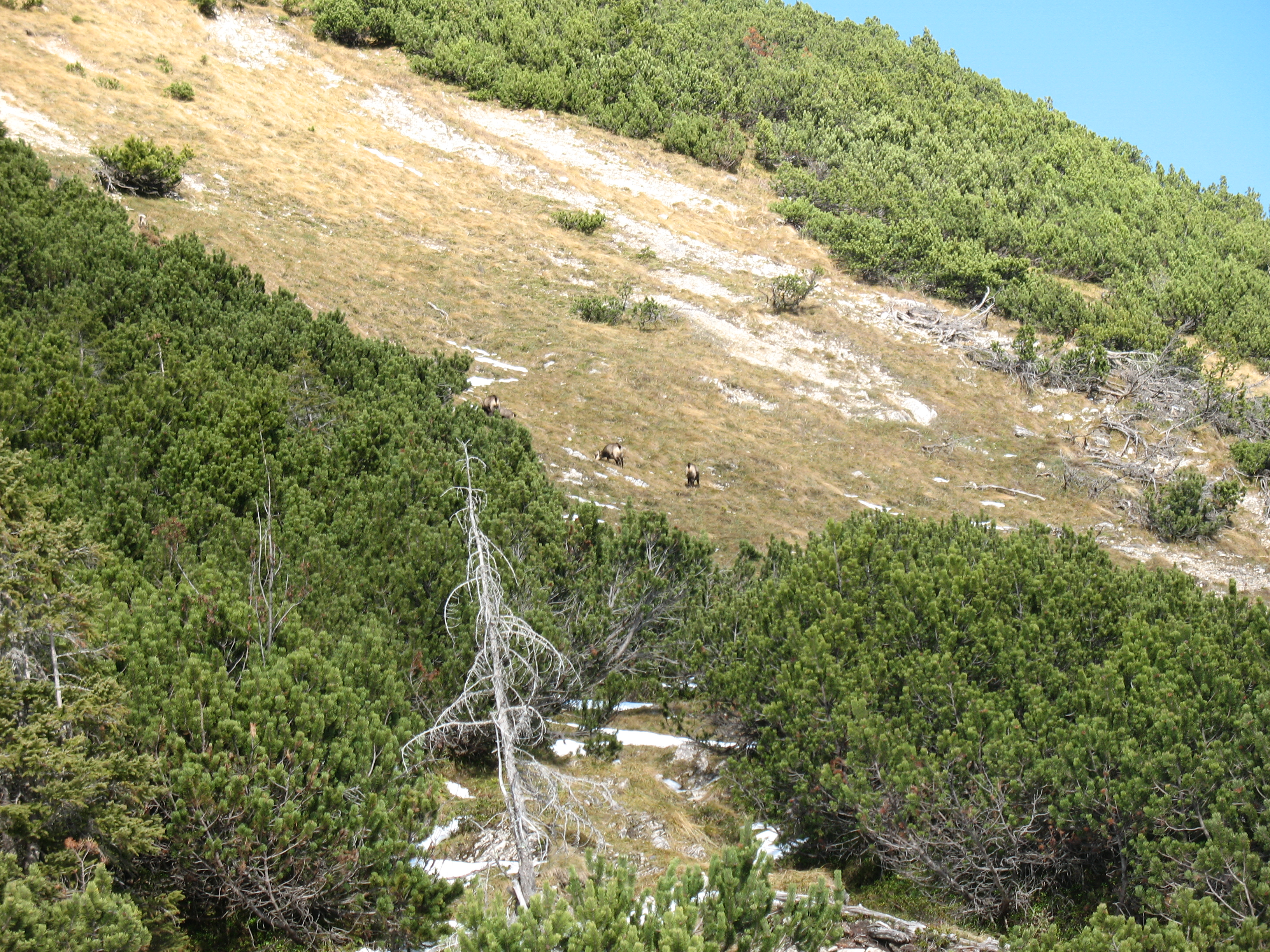
Gämsen